# Samuel Lanz

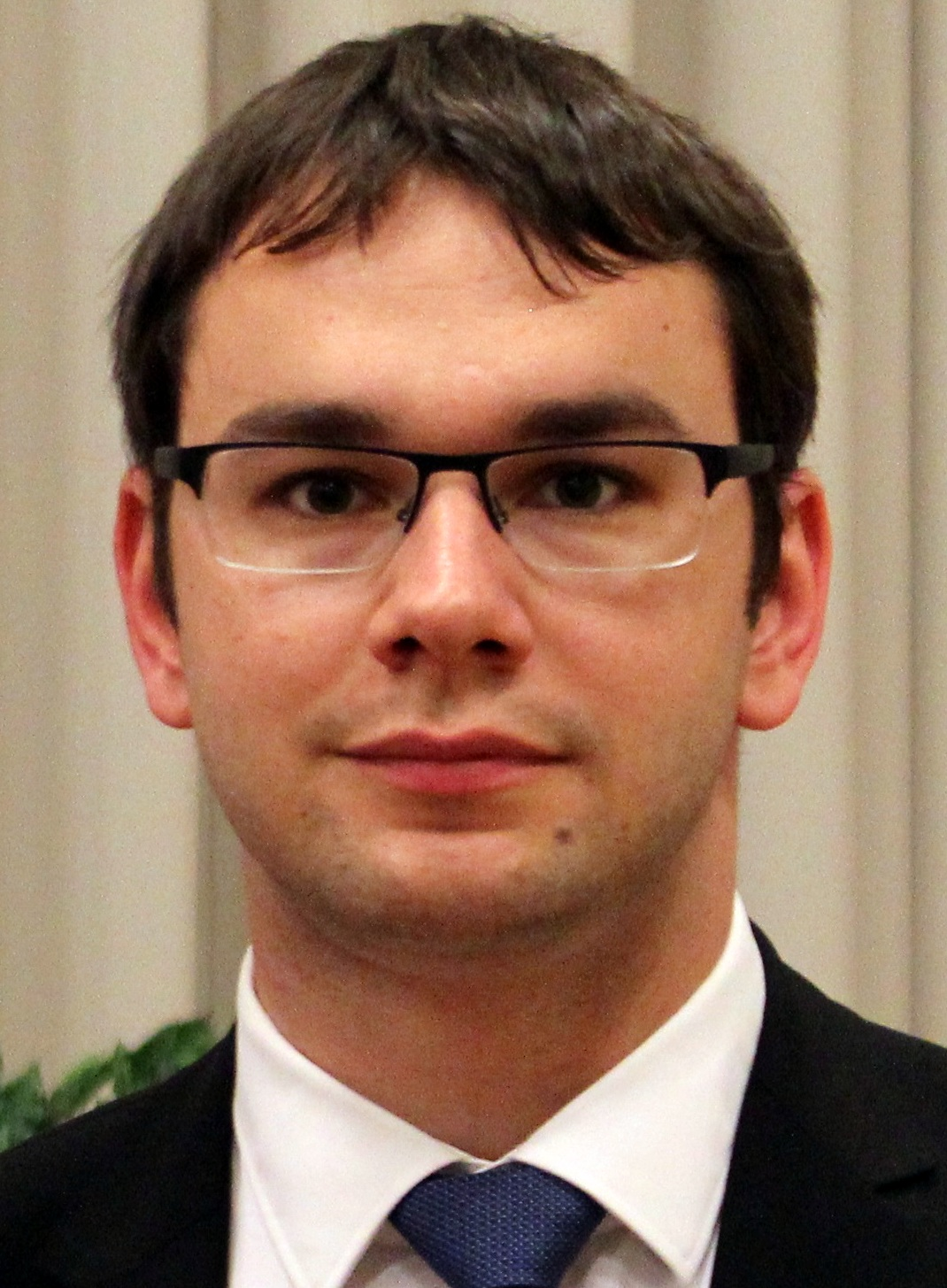
Samuel Lanz

Samuel Lanz (* 1983 in Basel) ist ein Schweizer Politiker. Von 2014 bis 2020 amtete er als Generalsekretär der FDP.Die Liberalen Schweiz. Im Oktober 2020 wurde er Leiter Kommunikation bei Interpharma und seit 1. September 2023 ist er als  Mitglied der Geschäftsleitung für Roche Pharma Schweiz tätig.

## Beruf
Lanz studierte Politikwissenschaft an der Universität Zürich und University of Warwick, 2011 erhielt er das Masterdiplom auf dem Spezialgebiet internationaler Sicherheit. Bereits während des Studiums war er im Generalsekretariat der FDP.Die Liberalen Schweiz tätig, als Mitglied des Kommunikations-Teams begleitete er u. a. die Bundesratsersatzwahl 2010 und die Parlamentswahl 2011. Nach dem Masterdiplom übte er diese Funktion ein weiteres halbes Jahr lang vollamtlich aus. 2012 wurde Lanz wissenschaftlicher Mitarbeiter vom Büro des Vorstehers des Eidgenössischen Departements für auswärtige Angelegenheiten (EDA) Bundesrat Didier Burkhalter. Von 2013 bis 2014 arbeitete er als Referent im EDA-Generalsekretariat.
Mitte 2014 wurde Samuel Lanz durch die Konferenz der Kantonalpräsidenten der FDP.Die Liberalen Schweiz zum Generalsekretär der Partei gewählt. Er hatte dieses Amt bis 2020 inne.
Seit dem 1. Oktober 2020 war er als Leiter Kommunikation bei Interpharma tätig. Am 1. September 2023 wechselte er in die Geschäftsleitung von Roche Pharma Schweiz.

## Politische Tätigkeit
Lanz war während und nach seinem Studium Vorstandsmitglied der basel-städtischen Jungfreisinnigen. 2010 gewann er den ersten Basler Polit-Battle, bei dem u. a. Schlagfertigkeit und schnelle Auffassungsgabe entscheidend war. 2009–2012 amtete er als Geschäftsführer der FDP International, die er von 2011 bis 2012 auch präsidierte. Er war Präsident eines Quartiervereins (Sektion) der FDP Basel-Stadt. 